# Sumantra Ghoshal
Sumantra Ghoshal (* 26. September 1948 in Kolkata, Indien; † 3. März 2004 in Hampstead, Vereinigtes Königreich) war ein indischer Wirtschaftswissenschaftler, Mitgründer und Gründungsdekan der Indian School of Business in Hyderabad und bis zu seinem Tod Inhaber des Robert P. Bauman Chair for Strategic Leadership an der London Business School.

## Leben
Ghoshal graduierte in Physik an der University of Delhi, wechselte in die indische Ölindustrie, wo er im Management aufstieg, bis er 1981, unterstützt durch das Fulbright-Programm, in die USA ging. Er erstellte zwei Doktorarbeiten gleichzeitig und erhielt seinen ersten Doktortitel vom Sloan School of Management des Massachusetts Institute of Technology sowie kurz danach einen zweiten von der Harvard Business School, wo er auch mit seinem späteren Koautor Christopher A. Bartlett zusammentraf. 1985 wechselte er zur INSEAD nach Frankreich, dort erhielt er schnell eine volle Professur, die er bis 1994 innehatte. Danach übernahm er eine Professur an der London Business School, wo er bis zu seinem Tod lehrte. Außerhalb der Hochschultätigkeit wirkte Sumantra Ghoshal weltweit als Berater für Industrieunternehmen. Er starb 2004 an den Folgen eines cerebralen Aneurysmas im Royal Free Hospital im britischen Hampstead.

## Tätigkeiten/Leistungen
Sumantra Ghoshal beschäftigte sich primär mit der Strategie von international tätigen Unternehmen. Seiner Meinung nach sind Großunternehmen die möglicherweise wichtigsten sozialen und wirtschaftlichen Institutionen der Moderne, da hier der Fortschritt stattfindet.

“This is a belief that business and, by implication, both entrepreneurs and managers, are the key engines of both economic and social progress. It is business that creates and distributes most of an economy's wealth, that innovates, trades and raises the living standards of people. So business is and must be a force of good […]”

„Es ist der Glaube, dass die Geschäftswelt – und im Folgeschluss die Investoren und das Management – die Motoren des wirtschaftlichen und sozialen Fortschritts geworden sind. Es ist die Geschäftswelt die den größten Teil des Wohlstandes eines Landes erzeugt und verteilt, die erfindet, handelt und den Lebensstandard der Menschen steigert. Daher muss die Geschäftswelt eine Kraft des Guten sein […]“

In Managing Across Borders: The Transnational Solution, welches Ghoshal mit Christopher Bartlett schrieb, untersuchen die beiden die Strukturen von international agierenden Unternehmen. Sie stellen fest, dass – trotz relativ gleicher Ausgangslage – verschiedene Unternehmen den Wechsel vom nationalen zum internationalen Unternehmen erfolgreich hinter sich gebracht haben, während andere, ähnlich gut aufgestellte Konkurrenten dies nicht leisten konnten. Sie gliedern die erfolgreichen Unternehmen in drei Kategorien, Multinational, Global und International. Über Branchengrenzen hinweg stellen sie dabei innerhalb der Gruppen gemeinsame Fähigkeiten (capabilities) fest, die ihren Ausdruck in der Organisationsstruktur finden. Die wesentlichen Merkmale sind in der folgenden Tabelle zusammengefasst:
|                       | Multinationales Unternehmen | Globales Unternehmen | Internationales Unternehmen                                                                                             |
| --------------------- | --- | --- | --- |
| Wesentliche Kompetenz | Reaktionsfähigkeit | Effizienz | Wissenstransfer |
| Strukturen            | Lose föderierte nationale Unternehmen; Nationale Gesellschaften erledigen das gesamte operative Geschäft und Teile der strategischen Aufgaben | Straff zentralisierte Unternehmen, Nationale Gesellschaften haben primär Distributionsaufgaben; Strategie und der größte Teil der operativen Entscheidungen in der Zentrale | Zwischen multinationalen und globalen Unternehmen gelegen, bestimmte strategische Abteilungen zentral, andere dezentral |
| Beispiele             | Unilever, ITT | Exxon, Toyota | IBM, Ericsson |

Gleichzeitig mit der Beobachtung dieser Strukturen erkennen Ghoshal und Bartlett auch, dass diese Strukturen den Anforderungen des Marktes nicht mehr gerecht werden. Kunden verlangen die diversen Produkte von multinationalen Firmen zu Preisen, wie sie nur von globalen Firmen geliefert werden können. Die Geschäftsumwelt der international aktiven Unternehmen verändert sich immer schneller. In diesem Umfeld entwickeln sie eine vierte Form von Unternehmen, die nicht mehr nur eine Schlüsselfähigkeit beherrschen muss, sondern gleichzeitig alle drei. Sie nennen diese Form das transnationale Unternehmen (transnational enterprise) als Idealtyp, zu dem sich die anderen Formen weiterentwickeln müssen, wenn sie global konkurrenzfähig bleiben wollen.
Die Lösung sieht anstelle eines Zentrums oder föderaler Kleinzentren ein Netzwerk vor, welches die Vorteile beider Strukturen in sich vereinigt. Dabei können einzelne Funktionen im Heimatland konzentriert werden und andere (z. B. Produktion) in andere Länder verlagert werden. Langfristig wird auch das Heimatland an Bedeutung verlieren und als gleichberechtigter Markt neben den anderen weiterbestehen. Hiervon leitet sich auch die Bezeichnung ab (Transnational = über den nationalen Markt hinaus).
In seinen posthum veröffentlichten Schriften vertritt Ghoshal einen kritischen Ansatz zum modernen Management. Nach seiner Darstellung ist die Aufgabenstellung des Managements als Erfüllungsgehilfe der Investoren falsch. Nicht die Investoren gehen ein Risiko ein, wenn sie in ein Unternehmen investieren, sondern die Beschäftigten, die ihre Fähigkeiten und Kenntnisse in ein Unternehmen investieren. Wenn Investoren mit dem Unternehmen nicht zufrieden sind, können sie ihr Geld leicht aus dem Unternehmen ziehen, während Beschäftigte auf der anderen Seite ihr Lebenszentrum nicht innerhalb von Stunden in andere Länder zu verlegen in der Lage sind. Sie erscheinen in dieser Sichtweise als die tatsächlichen Risikoträger. Problematisch sieht Ghoshal dabei, dass Manager sich dieser Rolle oft nicht bewusst sind oder die Folgen ihrer aus der Rolle erwachsenden Verantwortung scheuen. Aus gesellschaftlichen Gründen glaubt Ghoshal, dass es höchste Zeit ist, dass sich Manager dieser Rolle bewusst werden. Darüber hinaus müssen sich die riesigen Organisationen, die von diesen Managern geführt werden, neu erfinden, um auch in Zukunft weiter den Fortschritt antreiben zu können.
Im Kern seiner Vorstellungen steht dabei ein Wertewandel von Geld auf menschliche Wertschöpfungsfähigkeit. Dabei betrachtet Ghoshal dieses Humankapital (human capital) nicht nur als die Summe der Fähigkeiten und Kenntnisse der Individuen, sondern schließt auch das sog. soziale Kapital (social capital) ein, welches aus den Beziehungen im Unternehmen entsteht, sowie das so genannte emotionale Kapital (emotional capital), das aus den Motivationen und Emotionen besteht, die das menschliche Streben beherrschen. Längst reicht es seiner Meinung nach nicht mehr aus, Beschäftigte als Produktionsfaktor zu betrachten. Vielmehr sollte man sie wie Investoren ihrer Fähigkeiten und Talente behandeln.
Die Verantwortung für die Entwicklung sieht Ghoshal wie auch Henry Mintzberg in der modernen MBA-Ausbildung. Er starb jedoch vor der Veröffentlichung, seine Gedanken zu diesem Thema werden unvollendet bleiben.

“By propagating ideologically inspired amoral theories, business schools have actively freed their students from any sense of moral responsibility.”

„Durch die Verbreitung von ideologisch inspirierten, amoralischen Theorien haben Wirtschaftshochschulen ihre Studenten aktiv von jeglichem Sinn für moralische Verantwortlichkeit befreit.“

## Werke
- Mit Christopher A. Bartlett: Managing Across Borders: The Transnational Solution. 2. Auflage. 2002, Harvard Business School Press, 1989, ISBN 1-57851-707-9.
- Mit Nitin Nohria: The Differential Network: Organizing the Multinational Corporation for Value Creation. Jossey-Bass, 1997, ISBN 0-7879-0331-0.
- Mit Christopher A. Bartlett: The Individualized Corporation. Collins, 1999, ISBN 0-88730-831-7.
- Managing Radical Change – What Indian companies must do to become World-class. Viking, 2000, ISBN 0-670-89677-2.